# Brent Rivera
Brent Austin Rivera, plus couramment appelé Brent Rivera, né le 9 janvier 1998, est une personnalité d'Internet et un acteur américain.
Il s'est d'abord fait connaître sur le service d’hébergement vidéo aujourd'hui disparu Vine,,, et compte des millions d'abonnés sur Instagram, TikTok et YouTube.

## Biographie

### Jeunesse et vie personnelle
Brent Austin Rivera est né le 9 janvier 1998 à Huntington Beach, en Californie, de John Rivera, pompier, et de Laura Rivera, enseignante. Il est d’origine mexicaine et italienne. Il a trois frères et sœurs,. Sa sœur Lexi Rivera est également une personnalité des médias sociaux et est apparue avec lui dans les webseries Brobot,. Rivera fréquente le lycée de Huntington Beach, où il joue au hockey sur glace.

### Carrière
Rivera est le cofondateur et PDG d’Amp Studios, un incubateur de talents et un groupe de contenu qui, en 2020, a généré 10 milliards de vues sur les médias sociaux chaque mois. Son associé est Matt Levine, qui est aussi son directeur. Leur objectif est de tirer parti de la monétisation des médias et de devenir "une chaîne Disney pour la génération numérique." Il a également une ligne de vêtements appelée Relatable et a lancé un podcast axé sur la culture pop appelé So Relatable en 2021. En 2015, il a participé à la campagne #MakeItHappy de Coca-Cola et a travaillé avec Hollister. en 2019 sur leur campagne contre l’intimidation.

## Filmographie

### Rôles web
| Année     | Titre                         | Rôle          | Internet      | Notes                     | Ref.   |
| --------- | ----------------------------- | ------------- | ------------- | ------------------------- | ------ |
| 2017      | Alexander IRL                 | Alexander     | YouTube Red   | aussi producteur          | ,      |
| 2018      | Brobot                        | Gil           | Brat          | 5 épisodes                | [ 16 ] |
| 2018–2019 | Light as a Feather            | Issac Salcedo | Hulu          | rôle principal; 2 saisons | ,      |
| 2019      | Brent Rivera's Dream Vacation | Lui-même      | AwesomenessTV | 7 épisodes                | [ 18 ] |
| 2021      | Dhar Mann                     | Austin        | YouTube       | 1 épisode                 | [ 19 ] |

### Télévision
| Année | Titre      | Rôle     | Internet    | Notes                                           | Ref.   |
| ----- | ---------- | -------- | ----------- | ----------------------------------------------- | ------ |
| 2020  | Group Chat | Lui-même | Nickelodeon | 1 episode (saison 1); rôle principal (saison 2) | [ 20 ] |

## Récompenses et nominations
| Année | Prix                    | Catégorie                           | Résultat   | Ref.   |
| ----- | ----------------------- | ----------------------------------- | ---------- | ------ |
| 2015  | 2015 MTV Music Awards   | Best Dressed                        | Lauréat    | [ 7 ]  |
| 2019  | 2019 Teen Choice Awards | Choice Male Web Star                | Nomination | [ 21 ] |
| 2019  | 9th Streamy Awards      | Best in Lifestyle                   | Nomination | [ 22 ] |
| 2020  | 10th Streamy Awards     | Juanpa Zurita's Creator Honor Award | Lauréat    | [ 23 ] |
| 2021  | 11th Streamy Awards     | Creator Of The Year                 | Nomination | [ 24 ] |
| 2021  | 11th Streamy Awards     | Lifestyle                           | Nomination | [ 24 ] |